# Beto Pereira
Humberto Rezende Pereira (Campo Grande, 14 de novembro de 1977) é um empresário e político brasileiro que cumpre seu segundo mandato como deputado federal por Mato Grosso do Sul, atuou como prefeito de Terenos e deputado estadual pelo mesmo estado.

## Biografia
Humberto Rezende Pereira, o Beto Pereira, é deputado federal por Mato Grosso do Sul, bacharel em Direito e empresário. Nasceu em Campo Grande, é filho do ex-senador Valter Pereira e tataraneto do fundador da Capital, José Antônio Pereira.
Em 2004 foi eleito prefeito do município de Terenos aos 26 anos. Foi o prefeito mais jovem do Estado na época.
No ano de 2008, foi reeleito com mais de 70% dos votos dos eleitores.
Beto Pereira promoveu uma verdadeira revolução na cidade com obras de infraestrutura, construção de casas populares, escolas na zona rural e dotou a cidade de áreas de lazer como o Parque da cidade. Foi o prefeito que implantou a primeira escola em tempo integral de Mato Grosso do Sul, a Escola Jamic Polo.  Na administração de Beto, Terenos foi a primeira cidade do Centro-Oeste a ter o projeto UCA – Um computador por aluno.
Em 2009, assumiu a presidência da Assomasul (Associação Sul-Mato-Grossense de Municípios), entidade que representa os interesses das cidades de Mato Grosso do Sul.
Em 2012, Beto Pereira se tornou vice-presidente da Confederação Nacional de Municípios. Foi o primeiro sul-mato-grossense a assumir essa função na CNM.
Beto deixou a prefeitura de Terenos com 92% de aprovação.
Em 2014 foi eleito deputado estadual com 27.182 votos. Foi presidente da Comissão de Constituição, Justiça e Redação da Assembleia Legislativa, a mais importante comissão da Casa de Leis. Também presidiu a CPI dos Combustíveis, que investigou possíveis irregularidades na composição de preços dos combustíveis nos postos de Mato Grosso do Sul, e foi relator da CPI da Enersul/Energisa.
Foi autor da Lei Amigos do Parque, que fecha uma das vias do Parque dos Poderes para prática de Esporte e Lazer.
Foi autor da Lei do Dourado, que proíbe a pesca do Dourado em Mato Grosso do Sul para preservar a espécie e incentivar o turismo de pesca esportiva, grande gerador de emprego e renda.
Foi autor da Lei que garantiu a preservação permanente de dois rios pantaneiros: Rio Salobra e Córrego Azul.
Foi autor da Lei que obriga os hospitais a ter gerador de energia próprio para evitar o desligamento de aparelhos em caso de queda de energia. 
Em 2017 assumiu a presidência estadual do PSDB de Mato Grosso do Sul.
Em 2018 se elegeu deputado federal com 80.500 votos.
Destinou mais de R$ 200 milhões em emendas para todos os municípios de Mato Grosso do Sul.
Para Campo Grande, destinou recursos para Santa Casa, Hospital do Câncer, Maternidade Candido Mariano, UPAS, Associação de Amigos do Autista, Asilo São João Bosco, APAE, Universidade Estadual, Feira Central e Associação dos Artesão.
Beto Pereira investiu recursos de emenda parlamentar para a construção de praças esportivas no Indubrasil, Aero Rancho, Coophavila e Tiradentes. Além disso, garantiu verba para obras de pavimentação em diversos bairros de Campo Grande.
No ano de 2019 foi eleito secretário-geral do PSDB nacional.
Em 2022, foi reeleito deputado federal com 97.872 votos em Mato Grosso do Sul. Em fevereiro de 2023, foi eleito para compor a mesa diretora da Câmara dos Deputados. 